# Льяусас, Леонор
Леонор Льяуса́с Тостадо (исп. Leonor Llausás Tostado; 3 августа 1929, Виктория-де-Дуранго — 13 февраля 2003, Мехико) — мексиканская актриса кино и телевидения.

## Биография
Леонор Льяусас родилась 3 августа 1929 года в провинции Дуранго (Мексика). Ученица Секи Сано. На театральной сцене дебютировала в пьесе Эдмундо Баэса «Un Alfiler en los Ojos» («Булавка в глазу») в 1952 году. В следующем году дебютировала в кино в фильме «El vagabundo» («Бродяга»). Всего снялась более чем в ста фильмах и телесериалах.
В 1987 году была награждена почётной медалью Вирхинии Фабрегас за заслуги в профессии, присуждаемой Национальной ассоциацией актёров Мексики.
Скончалась 13 февраля 2003 года в Мехико от острого артрита, перешедшего в рак.

## Фильмография

### Теленовеллы
- 1973 — Пентхаус[англ.]
- 1973 — Гиена[англ.] — Сакра
- 1979 — Слёзы любви[англ.]
- 1984 — Страстная Исабела
- 1985 — Хуана Ирис — Гуделия
- 1986 — Мартин Гаратуса[англ.] — Клеопа
- 1987 — Так же, как мы[англ.]
- 1988 — Сладкое желание — Грегория
- 1989 — Дом в конце улицы
- 1989 — Просто Мария — Леонора Пласа
- 1989 — Тереса — Гуделия
- 1990 — Безлунные дни[англ.]
- 1991 — Эгоистичные матери[англ.] — Хосефа
- 1991 — Я не верю в мужчин[англ.] — Онория
- 1992 — Улыбка дьявола[англ.]
- 1993 — Тайные намерения — Эмма
- 1994 — Начать сначала
- 1995 — Джекпот[англ.] — Анита Лопес де Домингес
- 1997 — Здоровье, деньги и любовь[англ.] — Анита Лопес де Домингес[4]

### Телесериалы
- 1982 — Давайте учиться вместе
- 1982 — Моя так называемая жизнь
- 1986 — Отмеченное время

### Фильмы
- 1953 — Бродяга[исп.]
- 1954 — Семья Фернандес де Перальвилло[исп.]
- 1954 — Неизвестная (La Desconocida)
- 1955 — Женщина на улице[исп.]
- 1955 — Город без Бога (El pueblo sin Dios)
- 1955 — Попытка преступления
- 1956 — Талпа[исп.]
- 1957 — Сто девушек (Cien muchachas)
- 1957 — В ритме рок-н-ролла (Al compás del rock and roll)
- 1958 — Четыре чашки (Cuatro copas)
- 1958 — Танцевальный марафон (Maratón de baile)
- 1959 — Эпоха искушения (La edad de la tentación)
- 1959 — Закон самого быстрого (La ley del más rápido)
- 1960 — Золотые ножницы[исп.]
- 1960 — Трагическое наследие (Herencia trágica)
- 1960 — Два дешёвых мужа (Dos maridos baratos)
- 1960 — Песня, которую стоит записать (Una canción para recordar)
- 1962 — Разбойник (El asaltacaminos)
- 1963 — Смерть в ущелье (La Muerte en el desfiladero)
- 1972 — Тако на углях[исп.]
- 1973 — Поражение (La derrota)
- 1973 — Тигрица (La tigresa)
- 1974 — Вера, надежда и милосердие[исп.]
- 1974 — Дом Бернарды Альбы (режиссёр Хулио Кастильо)
- 1975 — ...И женщина создала мужчину (...Y la mujer hizo al hombre)
- 1976 — Chin Chin el Teporocho
- 1976 — Покианчис[исп.]
- 1976 — Каменщики[исп.]
- 1977 — Чёрная вдова
- 1978 — Блондинка Родригес (La güera Rodríguez)
- 1978 — Любители холода (Los amantes fríos)
- 1978 — Маленькие привилегии[исп.]
- 1979 — Год чумы[англ.]
- 1979 — Гайана: Преступление века[англ.]
- 1979 — Красная хроника (Crónica roja)
- 1980 — Palenque sangriento
- 1980 — Для вас, шеф (Para usted jefe)
- 1980 — Тайна[англ.]
- 1981 — Там, на площади Гарибальди[исп.]
- 1981 — Неизвестный герой (El héroe desconocido)
- 1981 — Да здравствует Тепито! (Que viva Tepito!)
- 1981 — Ад, которого все так боятся[исп.]
- 1982 — День, когда умер Педро Инфанте (El día que murió Pedro Infante)
- 1982 — Легенда о любви (Una leyenda de amor)
- 1982 — Дом Бернарды Альбы[англ.] (режиссёр Густаво Алатристе[англ.])
- 1982 — Лёгкая вещь (Cosa fácil)
- 1983 — Человек, которого зовут дьяволом[исп.]
- 1983 — Эрендира[исп.]
- 1983 — Под огнём
- 1984 — Яд для фей[англ.]
- 1984 — Мастер на все руки 2[исп.]
- 1984 — Смерть перешла Рио-Браво (La muerte cruzó el río Bravo)
- 1984 — История скандалистки[англ.]
- 1984 — Карнавальная ночь[исп.]
- 1984 — Дурак, творивший чудеса (El tonto que hacía milagros)
- 1984 — Кошелёк (El billetero)
- 1985 — Ястреб или голубь[исп.]
- 1985 — Лжец[исп.]
- 1985 — Маленькое сокровище[англ.]
- 1985 — Мексиканец, ты сможешь![исп.]
- 1985 — Потерпевшие кораблекрушение из Лигурии (Los náufragos del Liguria)
- 1985 — Жестокие истории (Historias violentas)
- 1986 — Граффити (La pintada)
- 1986 — Другой (El otro)
- 1986 — Любовь за углом[исп.]
- 1986 — Хитрость (Astucia)
- 1986 — Империя удачи[исп.]
- 1986 — Robachicos
- 1987 — Убийство на площади Гарибальди (Asesinato en la plaza Garibaldi)
- 1987 — Адская банда (La pandilla infernal)
- 1988 — Голубые пирамиды (Les pyramides bleues)
- 1989 — Паника в лесу (Pánico en el bosque)
- 1990 — Мотель смерти (El motel de la muerte)
- 1992 — Утечки (Filtraciones)
- 1996 — Естественная смерть (De muerte natural)

## Награды и номинации
- 1955 — «Семья Фернандес де Перальвилло», лучшая актриса, премия «Ариэль»
- 1956 — «Женщина на улице», лучшая актриса, премия «Ариэль»
- 1957 — «Талпа», лучшая актриса, премия «Ариэль»
- 1975 — «Покианчис», лучшая актриса, премия «Серебряные Богини[англ.]»
- 1977 — «Покианчис», лучшая актриса, премия «Ариэль»
- 1981 — «Да здравствует Тепито!», лучшая актриса второго плана, премия «Ариэль»
- 1987 — почётная медаль Вирхинии Фабрегас